# واناند، آرماویر
واناند (به ارمنی: Վանանդ) یک روستا در ارمنستان است که در استان آرماویر واقع شده‌است.  در  کیلومتری شمال آرماویر، مرکز استان آرماویر واقع شده است.

## خصوصیات
واناند ۸۴۵ نفر جمعیت دارد و ۹۸۰ متر بالاتر از سطح دریا واقع شده‌است.  در  کیلومتری شمال آرماویر، مرکز استان آرماویر واقع شده است.